# Бармасаи, Дэвид
Дэвид Тумо Бармасаи (англ. David Tumo Barmasai; род. 1 января 1989) — кенийский бегун на длинные дистанции. 
Профессиональную спортивную карьеру начал в 2009 году, когда стал победителем марафона в Элдорете. На следующий год он выиграл Найробийский марафон с результатом 2:10.31. В 2011 году стал победителем Дубайского марафона с результатом 2:07.18. За эту победу он получил денежный приз в размере 250 000 долларов США. На чемпионате мира 2011 года закончил марафонскую дистанцию на 5-м месте.
Занял 9-е место на 15-километровом пробеге Zevenheuvelenloop 2011 года.